# Konference OSN o životním prostředí člověka
Konferenci OSN o životním prostředí člověka se konala ve Stockholmu, ve Švédsku ve dnech 5.–16. června 1972. Konference se konala na základě rozhodnutí Valného shromáždění OSN. Vedením konference pověřil generální tajemník OSN U Thant Maurice Stronga.

## Historie
Švédsko jako první navrhlo v roce 1968 Ekonomické a sociální radě OSN zorganizování konference OSN, která by se zaměřila na vztahy člověka a prostředí. Konference byla svolána usnesením Valného shromáždění OSN č. 2398 z roku 1969. Přípravy pro konferenci byly rozsáhlé, trvaly 4 roky a  stály více než 30 mil. USD. Do příprav se zapojilo celkem 115 vlád.

## Průběh konference
Sovětský svaz a další státy Varšavské smlouvy bojkotovaly konferenci na protest proti nezačlenění Německé demokratické republiky, která nebyla v té době řádným členem OSN.
Na konferenci samotné se začaly objevovat rozpory mezi rozvinutými a rozvojovými zeměmi. Čínská delegace se ve svém vystoupení vymezila proti Spojeným státům, vydala 17bodové memorandum odsuzující politiku USA v Indočíně i jinde na světě. Tento postoj povzbudil další rozvojové země, které tvořily 70 z celkem 122 zemí, které se účastnily. Několik zemí, včetně Pákistánu, Peru a Chile, vydalo též prohlášení proti delegaci Spojených států.

## Stockholmská deklarace
Konference se shodla na deklaraci, která obsahovala 26 principů týkající se životního prostředí a rozvoje. Dála přijala akční plán s 109 doporučeními a přijala závěrečnou rezoluci.
Principy Stockholmské deklarace:
1. Je třeba prosazovat lidská práva, odsoudit apartheid a kolonialismus.
2. Je třeba chránit přírodní zdroje.
3. Je třeba mít pod kontrolou schopnosti Země poskytovat obnovitelné zdroje.
4. Musíme chránit volně žijící živočichy.
5. Neobnovitelné zdroje musí být sdíleny a nevyčerpány.
6. Znečištění nesmí překračovat samočisticí schopnost prostředí.
7. Je třeba se vyvarovat škodlivého znečištění oceánů.
8. Pro zlepšení životního prostředí je třeba vývoj.
9. Rozvojové země potřebují pomoc.
10. Rozvojové země musí mít možnost prodávat produkty za ceny, které zahrnují i ochranu životního prostředí.
11. Politika životního prostředí nesmí bránit rozvoji.
12. Rozvojové země potřebují investice na zajištění ochrany životního prostředí.
13. Je zapotřebí integrovaného plánování rozvoje.
14. Racionální plánování by mělo řešit konflikty mezi prostředím a rozvojem.
15. Plánování lidských sídel musí eliminovat ekologické problémy.
16. Vlády by měly naplánovat svou vlastní vhodnou populační politiku.
17. Národní instituce musí plánovat rozvoj přírodních zdrojů států.
18. Ke zlepšení životního prostředí je třeba využívat vědu a technologie.
19. Ekologická výchova je zásadní.
20. Je třeba podporovat výzkum v oblasti životního prostředí, zejména v rozvojových zemích.
21. Státy mohou využívat své zdroje, jak si přejí, ale nesmí ohrozit ostatní.
22. Poškozeným státům je třeba poskytnout kompenzace.
23. Každý národ musí stanovit své vlastní normy.
24. V mezinárodních otázkách musí fungovat spolupráce.
25. Mezinárodní organizace by měly přispět ke zlepšení životního prostředí.
26. Je třeba odstranit zbraně hromadného ničení.

Jedním z klíčových problémů, které vyplynuly z konference, je uznání, že zmírnění chudoby přispívá k ochraně životního prostředí. Indická předsedkyně vlády Indira Gándhíová ve své klíčové řeči na konferenci vysvětlila spojení mezi ochranou životního prostředí a zmírňováním chudoby.
Někteří argumentují, že tato konference a především vědecké konference, které jí předcházely, měly skutečný dopad na environmentální politiku Evropského společenství (které se později stalo Evropskou unií). Například v roce 1973 Společenství vytvořilo ředitelství pro ochranu životního prostředí a pro ochranu spotřebitele a přijalo první environmentální akční program. Taková zvýšená zájmová a výzkumná spolupráce pravděpodobně připravila cestu pro další porozumění globálnímu oteplování, které vedlo k takovým dohodám, jako je Kjótský protokol a Pařížská dohoda, a dala základ moderní ochraně životního prostředí.